# 黃堇
黄堇（学名：Corydalis pallida）是荷包牡丹科紫堇属的植物，又名山黄堇（北京植物志）、珠果黄堇（东北植物检索表）、黄花地丁（北方），生长於海拔600－1600米的地区，多见於林间空地、火烧迹地、林缘、河岸、多石坡地或沟边阴湿处，分布於日本、朝鲜、俄罗斯远东地区、台湾以及中国大陆的黑龙江、吉林、辽宁、河北、内蒙古、山西、山东、河南、陕西、湖北、江西、安徽、江苏、浙江、福建。
黄堇的根入药称菊花黄连，有清热解毒、止痛的功效。